# Хлебикова, Янка
Янка Хлебикова (словац. Janka Chlebíková) — словацкий учёный в области информатики, специализируется на графовых алгоритмах, комбинаторной оптимизации и сложности аппроксимации. Она является старшим преподавателем и заместителем руководителя отдела партнёрства в школе вычислительной техники Портсмутского университета в Англии.

## Образование и карьера
Хлебикова получила диплом (степень магистра) по математике в Карловом университете в 1988 году, степень доктора математики в Карловом университете и вторую степень доктора компьютерных наук в Университете Я. Коменского в 2000 году.
После работы разработчиком программного обеспечения в 1995 году она стала преподавателем в Университете Коменского. Она стала постдокторантом-исследователем в Кильском университете с 2001 по 2004 год, затем вернулась в Университет Коменского в качестве доцента с 2004 по 2008 год, а затем перешла в Портсмутский университет в 2009 году.

## Личная жизнь
Хлебикова замужем за Мирославом Хлебиком, математиком из Университета Сассекса. Их дочь Андреа, вундеркинд в математике, владеющая четырьмя языками, изучает науку об атмосфере в Кембриджском университете.